# تشهار غوش (مقاطعة دورة)
تشهار غوش (بالفارسية: چهارگوش) هي مستوطنة تقع في Shurab Rural District في إيران. يقدر عدد سكانها بـ 146 نسمة .